# ビリューチー島
ビリューチー島（ビリューチーとう、Byriuchyi Island、ウクライナ語: Бирючий Острів、ウクライナ語発音: [bɪrjʊˈtʃɪj osˈt(j)r(j)iu̯]）はアゾフ海北西部に位置する陸繋島で、フェドトヴァ砂州が南に延びた一部である。幅の狭いフェドトヴァ砂州の北部と共に、ビリューチー島はウトリュクスキー潟を東側の海と隔てて形成している。1929年まではフェドトヴァ砂州の北部とは狭い海峡で隔てられており、独立した島だった。
ウクライナのヘルソン州に属している。島とへルソン州本土との間には陸地の接続はなく、ウトリュクスキー潟に隔てられている。
島の長さは24km、幅は約5kmで、面積は72.32km2である。島の北西と西の岸にはいくつかの浅い入江と河口がある。小型船はほとんどの場合、島の南西端の湾（リバツカ湾およびマヤチナ湾）を利用している。島の西岸と北西岸に沿って、深さ5m未満の大きな浅瀬がある。

## 自然

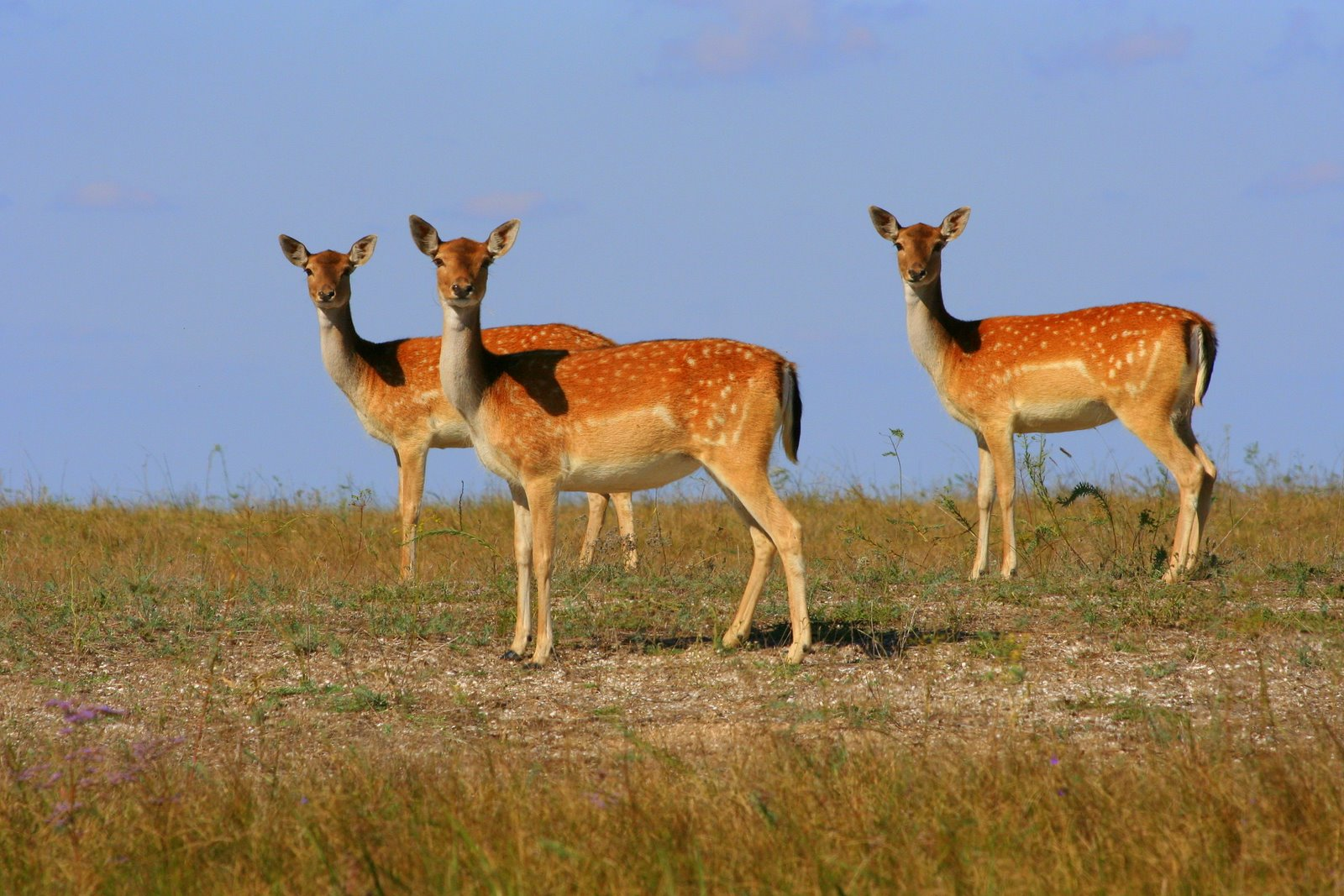
ビリューチー島の雌のダマジカ

島は沖積型で、砂とコキーナ（貝殻が砕けてできた砂の海岸平野）とで形成されている。海岸沿いには多数の湖がある。いくつかの小さな塩湖と一つの大きな湖であるオレン湖が北岸に沿って伸びている。
島では牧草地、沿岸水域、砂草原の風景が見られる。植物相には約700種の植物が含まれている。1970年代から80年代にかけて、232ヘクタールの地域に、ヤナギバグミ、ヨーロッパの白いニレ、ニセアカシア、セイヨウトネリコからなる保護樹林が植えられた。環境に順応した約1000頭のアカシカ、2500頭のダマジカ、90頭のアジアノロバや、数十頭の家畜化した馬とムフロンの生息地となっており、適応した鳥類はキジである。

## 歴史
紀元前10世紀にはビリューチー島の周辺に王族スキタイ人が住んでいた。おそらくこれは、いくつかのスキタイのコインに描かれていた島/砂州そのものである。
2003年9月17日、レオニード・クチマウクライナ大統領と、ウラジーミル・プーチンロシア大統領の会談がこの場所で行われた。
この会談で両首脳はアゾフ海とケルチ海峡の海域における海上の国境線について協議した。
ビリューチー現代美術プロジェクトが2006年にビリューチー島で始動した。新しいプロジェクトのシーズンは毎年開始される。年2回、5月と9月にイベントが催される。

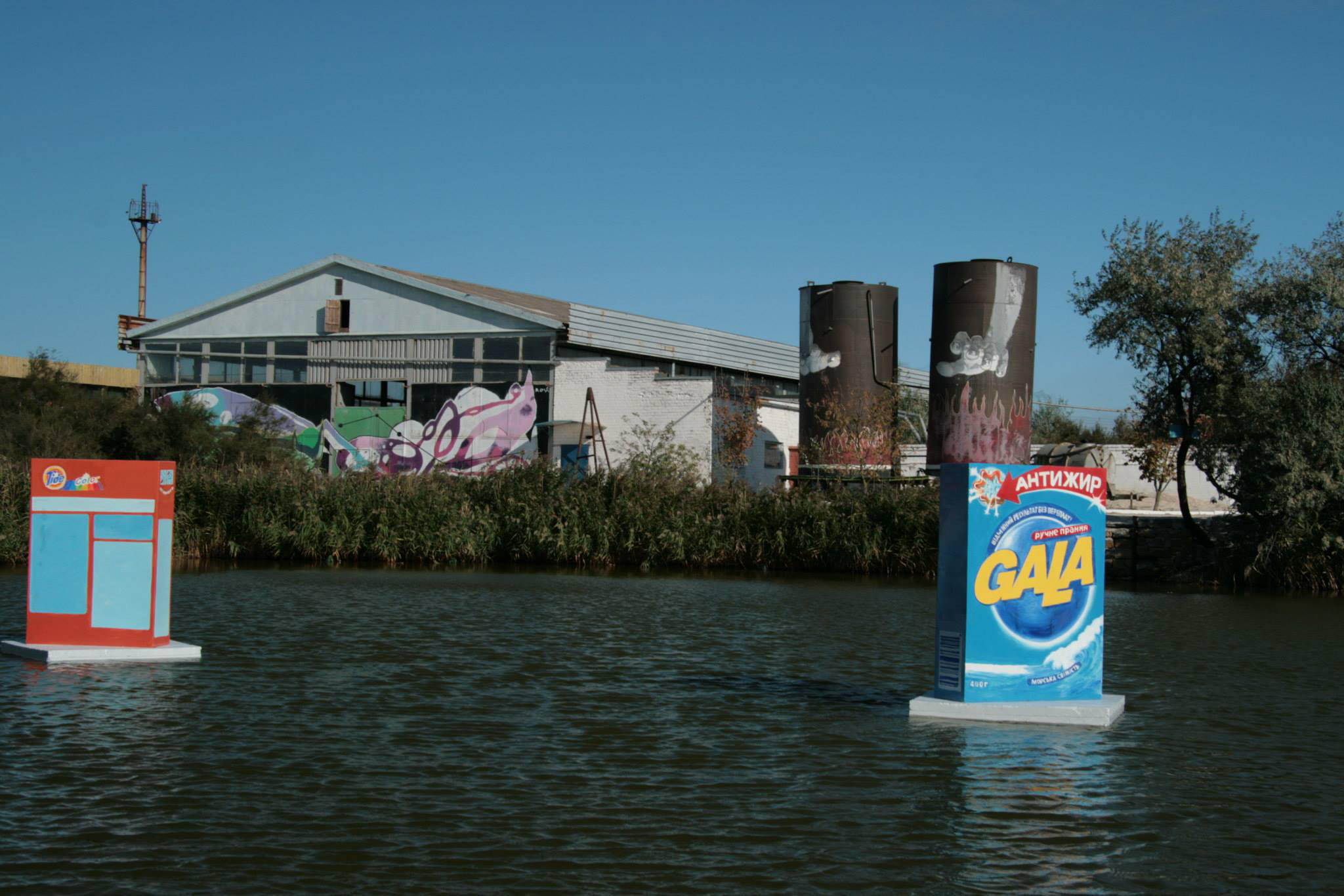
ビリューチー現代美術プロジェクトにおけるアーティストの作品

2015年、国際的なパフォーマンスプロジェクトの "1000-km view" が始動した。カタマランに乗った参加者がストリー川からビリューチー島までの1000kmをカバーした。
2015年秋、双子のイタリア人映画監督ジャンルカ＆マッシミリアーノ・デ・セリオがこの島で撮影していた。2016年、イタリア人映画監督のジョルジオ・クーニョはウクライナ人俳優ストゥプカ・オスタップ・ボグダノヴィッチを主役として、映画 "XAU" の第4部をここで撮影した。

## 名称
ビリューチー島と言う島の名称は「一匹狼の島」と訳されている（“бирюк” = 一匹狼）。
ビリューチー現代美術プロジェクトの名称に使われている"Byriuchyi" は造語であり、正式な英語表記 "Byruchyi" を変形したものである。この造語は2000年代にプロジェクトの背右折車が作成した。

## 魅力
ビリューチー島の領域に国立の保護区がある（現在はアゾヴォ＝スィヴァスクィー国立自然公園の一部となっている）。保護区は1927年に設立された。
島の南西端にビリューチー灯台がある（1878年に初代が建設された）。

## 文献
1. Utluk Liman // The Black Sea Encyclopedia / by Sergei R. Grinevetsky, Igor S. Zonn, Sergei S. Zhiltsov, Aleksey N. Kosarev, Andrey G. Kostianoy. [Berlin] : Springer, [2015]. P. 787.